# Ґурна-Ґрупа
Ґурна-Ґрупа (пол. Górna Grupa, нім. Karolina) — село в Польщі, у гміні Драгач Свецького повіту Куявсько-Поморського воєводства.
Населення — 403 особи (2011).
У 1975-1998 роках село належало до Бидгощського воєводства.

## Демографія
Демографічна структура станом на 31 березня 2011 року:
|          | Загалом | Допрацездатний вік | Працездатний вік | Постпрацездатний вік |
| -------- | ------- | ------------------ | ---------------- | -------------------- |
| Чоловіки | 206     | 34                 | 143              | 29                   |
| Жінки    | 197     | 28                 | 120              | 49                   |
| Разом    | 403     | 62                 | 263              | 78                   |